# Saubraz
Saubraz est une commune suisse du canton de Vaud, située dans le district de Morges.

## Population

### Gentilé
Les habitants de la commune se nomment les Saubrians,.